# Blechum
Blechum P.Browne, segundo o Sistema APG II, é um gênero botânico da família Acanthaceae.

## Sinonímia
- Ruellia L.

## Espécies
| - Blechum acutum - Blechum angustifolium - Blechum angustius - Blechum anisophyllum - Blechum atropurpureum - Blechum blechioides - Blechum blechum - Blechum brasiliense - Blechum brownei - Blechum cordatum | - Blechum costaricense - Blechum dariense - Blechum erectum - Blechum grandiflorum - Blechum haenkei - Blechum hamatum - Blechum haughtii - Blechum killipii - Blechum laxiflorum - Blechum linnaei | - Blechum luzonium - Blechum mexicanum - Blechum panamense - Blechum pedunculatum - Blechum pyramidatum - Blechum sternbergii - Blechum trinitense - Blechum tweedii - Blechum wardiae |

- «Lista completa»

## Nome e referências
Blechum P. Browne, 1756

## Classificação do gênero
| Sistema | Classificação                       | Referência            |
| ------- | ----------------------------------- | --------------------- |
| APG II  | Ordem Lamiales, família Acanthaceae | APweb, versão 9, 2008 |